# Алиев, Искендер Али оглы
Искендер Али оглы Алиев (1906—1972) — деятель народного хозяйства Советского Азербайджана, народный комиссар легкой промышленности Азербайджанской ССР, депутат Верховного Совета СССР первого созыва, жертва сталинских политических репрессий в Азербайджане.

## Биография
Искендер Али оглы Алиев родился в 1906 году в городе Шуше Елисаветпольской губернии Российской империи. Родители умерли ещё в период его раннего детства и поэтому был воспитан старшим братом, который вместе с ним выехал в Баку для работы на нефтяных промыслах Сабунчинского района. Однако в результате военных действий в Шуше между армянами и мусульманами многие члены его семьи погибли. В результате малолетний Искендер Алиев потерял с ними связь и оказался в селе Геранбой Касум-Исмайловского (ныне Геранбойского) района Азербайджанской ССР, где с 13 лет работал батраком у одного крестьянина. Уже в то время стал заниматься общественной деятельностью в профсоюзе батраков.

### В системе народного хозяйства Азербайджанской ССР
В 1926 году переехал во второй по величине город Азербайджана Гянджу. Работал там чернорабочим, а затем слесарем в железнодорожном депо. Там же занимался общественной работой и проявил себя в качестве хорошего общественника.
В 1928 году стал ответственным секретарём местного комитета Гянджинского депо. В 1929-30 годах был избран на должность заведующего культотделом Гянджучкпрофсожа (Гянджинского участкового комитета профсоюза железнодорожников), а затем стал его председателем.
В 1930 году переехал в Баку. Здесь до 1932 года работал инструктором по массовой работе, председателем бюро по новаторству в Высшем Совете Народного Хозяйства (ВСНХ), а затем начальником сектора производственно-технической пропаганды.
В 1932 году переведён на работу в Наркомлегпром Азербайджанской ССР, где до 1933 года работал инструктором отдела.

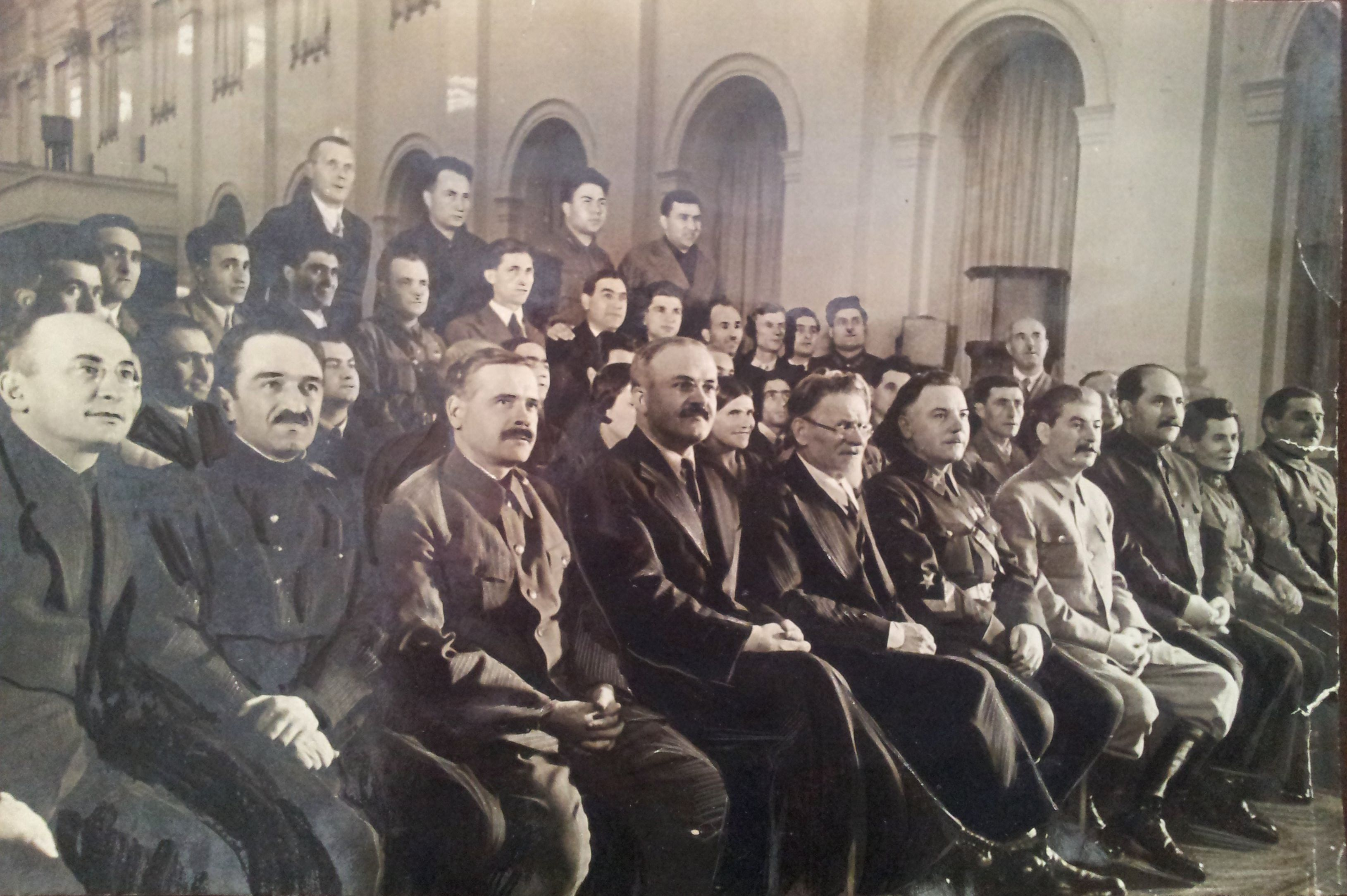
Азербайджанские депутаты на первой сессии Верховного Совета СССР 1-го созыва (палата национальностей), январь 1938 год. Искендер Алиев первый слева на третьем ряду.

16 июня 1933 года назначен управляющим Азербайджанского отделения Всесоюзного объединения по сбыту изделий хлопчатобумажной промышленности (Союзхлопкосбыт) Наркомлегпрома СССР.
11 августа 1937 года был назначен на должность заместителя народного комиссара легкой промышленности, а 2 ноября 1937 года народного комиссара легкой промышленности Азербайджанской ССР.

### Депутат Верховного Совета СССР 1-го созыва
Кандидатура на депутатство ВС СССР была выдвинута в 1937 году коллективами Нухинской (ныне г. Шеки) швейной фабрики и Куткашенского (ныне г. Габала) вода по очистке орехов и МТС, а также рядом других предприятий этих городов.
В 12 декабря 1937 года избран депутатом палаты национальностей Верховного Совета СССР первого созыва и участвовал на его первой сессии в январе 1938 года. В период депутатства выезжал в районы Азербайджанской ССР, где проводил встречи с избирателями.

### Репрессии
Стал жертвой сталинско-багировских политических репрессий в Азербайджане. Еще в 1937 году секретарь ЦК КП(б) АзССР Мир Джафар Багиров дал распоряжение собрать компроматы и анонимки против депутатов Верховного Совета СССР. По поводу И. Алиева ему доложили, что его жена является сестрой расстрелянного большевиками в 1927 году председателя мусаватской партии в подполье Дадаша Гасанова, а неродной дядя недавно арестован органами НКВД.
1 июня 1938 года Искендер Алиев был арестован органами НКВД по сфабрикованному обвинению в контрреволюционной деятельности. 5 июня 1938 года был исключён из партии «как враг партии и народа, ныне разоблаченный и изъятый органами НКВД», а 1 июля 1938 года был снят с должности наркома лёгкой промышленности АзССР. В том же году был лишён депутатского мандата.
Был внесен в «сталинские расстрельные списки» 1-й категории датированные 25 сентябрём 1938 года. Однако уже в октябре того же года репрессии в СССР стали относительно ослабевать и большинство заключённых больше не расстреливали, а приговаривали к длительным срокам заключения. Видимо по этой причине он расстрелян не был.
И. Алиев обвинялся в том, что якобы являлся одним из руководителей «Запасного право-троцкистского центра контрреволюционной националистической организации» (ЗПЦКНО), занимался вредительством на предприятиях лёгкой промышленности, вербовал новых членов организации, осуществлял заговор против руководителей партии и правительства Аз. ССР.
Помимо него руководителями ЗПЦКНО были объявлены и арестованы Манаф Халилов (1-й заместитель председателя Совета Народных Комиссаров АзССР), Ибрагим Асадуллаев (народный комиссар внутренней торговли АзССР), Абульфат Мамедов (народный комиссар земледелия Аз. ССР), Ефим Родионов (уполномоченный Наркомата Связи СССР по Аз. ССР) и Борис Люборский-Новиков (ответственный работник СНК АзССР.).

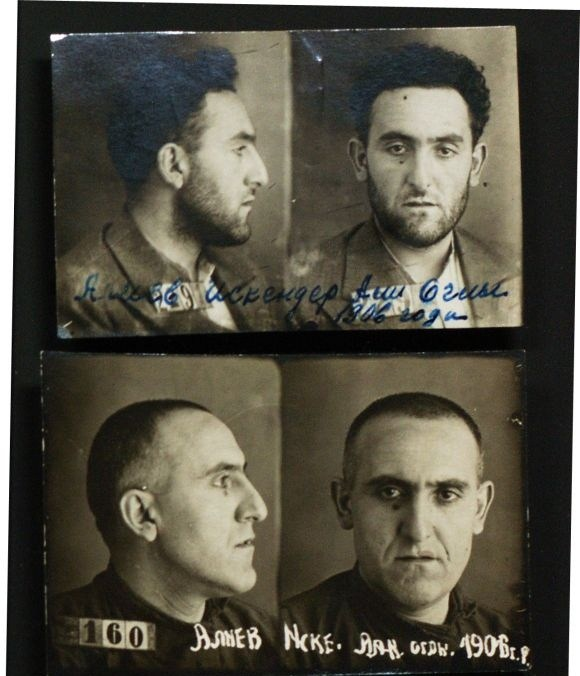
Фото из следственного дела, 1938 г.

Дело ЗПЦКНО было одним из самых крупных в Азербайджане периода сталинско-багировских репрессий. По этому делу были «расстреляны и приговорены к длительным срокам заключения 32 секретаря райкомов партии, 28 председателей райисполкомов, 15 наркомов и их заместителей, 66 инженеров, 88 командиров Советской армии и Военно-морского флота, 8 профессоров и другие руководящие работники».
И. Алиев, как и другие обвиняемые по делу руководителей ЗПЦКНО, начале вынужден был под воздействием избиений, пыток и моральных истязаний признать свою вину, однако в 1939 году от своих показаний отказался. В связи с этим его дело было возвращено на доследование. В 1940 году был этапирован в Бутырскую тюрьму Москвы, после чего возвращён в Баку.
30 августа 1941 года приговором выездной сессии военного трибунала Закавказского военного округа был признан виновным и осуждён на 10 лет лагерей.
Отбывал наказание в системе исправительно-трудовых лагерей Карагандинской области (Карлаг). В общей сложности находился в заключении и ссылке 18 лет, с 1938 по 1956 год.

Известно, что последние годы он провёл ссыльным в Кояндинской МТС Кувского района Карагандинской области Казахской ССР, где работал в 1953 — 1955 годах агрономом-экономистом. Последним местом его работы в Казахстане была должность агронома в колхозе селения Егиндыбулак.

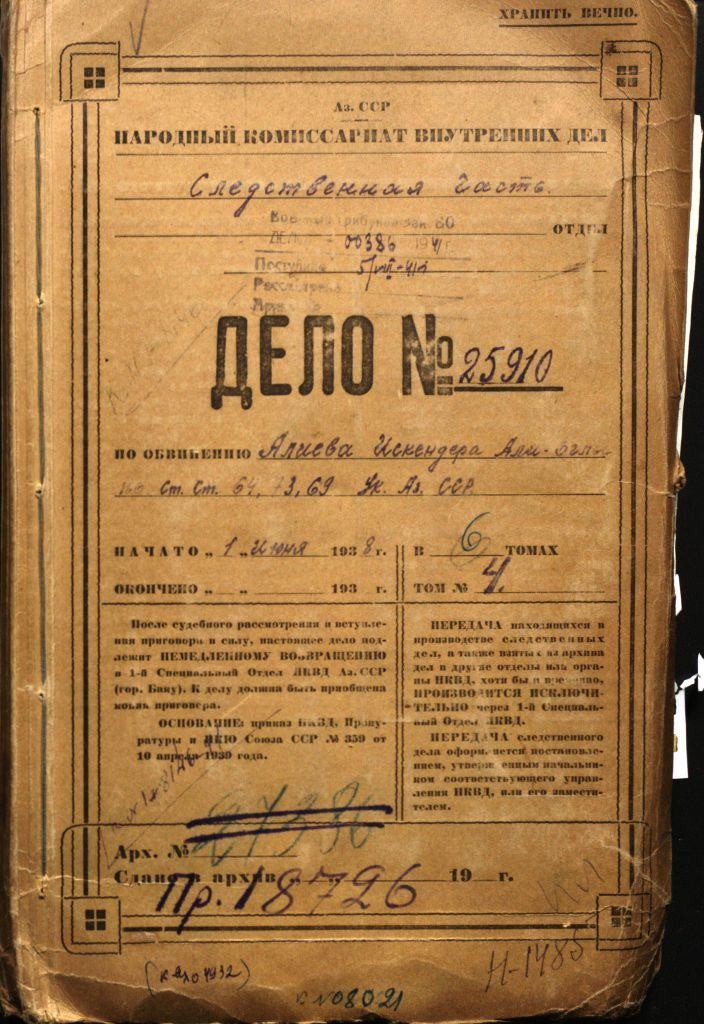
Следственное дело Искендера Алиева.

### Реабилитация
После смерти Сталина, с началом «хрущевской оттепели» в декабре 1954 года обратился из мест заключения с заявлением о своей невиновности в Центральную Комиссию по пересмотру дел осуждённых за «контрреволюционные преступления» во главе с генеральным прокурором СССР Р. А. Руденко. На основе этого заявления прокуратурой была проведено расследование дела ЗПЦКНО, в результате которого выяснилось, что обвинительные материалы в отношении осуждённых по этому делу были сфальсифицированы органами предварительного следствия путём применения к осуждённым по делу незаконных методов следствия. В связи с этим, приговор Военного Трибунала от 30 августа 1941 года в отношении обвиняемых по этому делу был отменён по вновь открывшимся обстоятельствам и уголовное преследование этих лиц прекращено за отсутствием состава преступления.

### Участие в суде над М. Д. Багировым и его сообщниками
Сразу после возвращения в Баку Искендер Алиев был привлечён к судебному процессу над бывшим секретарём ЦК КП (б) Аз. ССР М. Д. Багировым, которое проходило в апреле 1956 года в Баку. На этом суде дело т. н. «Запасного правотроцкистского центра контрреволюционной националистической организации» было одним из пунктов обвинения М. Д. Багирову и его сообщникам, которое выдвинул против них Генеральный прокурор СССР Р. А. Руденко. Искендер Алиев участвовал в этом процессе в качестве пострадавшего от репрессий и свидетеля обвинения. Он был реабилитирован ещё в апреле 1955 года. Но продолжал оставаться в ссылке до апреля 1956 года потому, что Прокуратура СССР готовила его для участия на суде по делу Багирова и его сообщников. Возможно его более ранний приезд в Баку органы следствия сочли опасным для свидетеля.
На суде было доказано, что дело ЗПЦКНО было сфабриковано М. Ф. Багировым и его сообщниками. Имя И. Алиева упоминается в судебном приговоре М. Д. Багирову.

### Завершающий этап жизни
В 1956 году вернулся к хозяйственной деятельности. Был назначен на должность начальника Плодоовощторга Госагропрома Азербайджанской ССР.
В 1959 году стал начальником Ювелирторга Азербайджанской ССР.
В 1964 году вышел на пенсию. Был пенсионером всесоюзного значения.
Умер в Баку 30 января 1972 года.

## Образование
Получил начальное образование в Баку.
В 1932 году окончил Бакинский Нефтяной Рабфак им. 14-й годовщины Октября.
В 1933 — 1934 годах в Москве окончил курсы по повышению квалификации работников торговых баз Наркомлегпрома СССР.

## Партийность
Член ВЛКСМ (1924 — 1928).
Член ВКП (б) с сентября 1928 года, партийный билет № 1434101. Исключён из партии в период политических репрессий. После реабилитации в партии восстановлен, член КПСС (1956 — 1972).

## Семья
У Искендера Алиева было трое детей — Рена (1933-2015), Фуад (1935-1953) и Ариф (1937-1988). После реабилитации он соединился со своей семьёй. Его жена Алиева (Гасанова) Пери (1908-1992) была сестрой расстрелянного большевиками в 1927 году председателя ЦК партии Мусават Дадаша Гасанова. Она работала ответственным секретарём журнала «Шарк Гадыны» (Женщина Востока), а затем работала в Бакинском Театральном музее, где некоторое время исполняла обязанности директора. Однако после осуждения своего мужа, она оказалась одновременно сестрой и женой «врагов партии и народа». Поэтому опасаясь своего ареста, была вынуждена в 1942 году покинуть Баку и переехать с тремя малолетними детьми в провинциальный азербайджанский город Барду, где они находились до 1953 года. В Барде она работала преподавателем русского языка в средней школе. Только после смещения с должности М. Д. Багирова она вернулась в Баку, где продолжала преподавать в средней школе.

## Видео
- Взлет, падение и возрождение Искендера Алиева.// Лекция доктора философских наук Айдына Али-заде.